# Soeanggi
Een soeanggi is, in de cultuur van de Molukken, Papoea (Indonesië) en Papoea-Nieuw-Guinea, een soort  heks die zich bezighoudt met een bepaalde vorm van zwarte magie.

## Waar
Soeanggi's vindt men in de Molukken en in de provincie Papoea in Oost-Indonesië. Er zijn plaatsen waar een hoge concentratie soeanggi's wordt gemeld. Zo wonen er naar verluidt in de plaats Serui en omgeving veel soeanggi's. Er zijn mensen in de regio die om deze reden niet naar Serui durven af te reizen. Ook in Papoea-Nieuw-Guinea zouden zich soeanggi's ophouden, in week 34 van het jaar 2007 waren er berichten in de Nederlandse pers dat mensen levend begraven zouden zijn uit angst voor verspreiding van aids. Er is weinig bekend over aids in de regio en de symptomen ervan lijken op de gevolgen van de activiteiten van soeanggi's.

## Wie
Een soeanggi kan zowel mannelijk als vrouwelijk zijn. De kunde van een soeanggi is overerfelijk. Vaak worden de nazaten van een soeanggi ook zelf soeanggi's. Mensen die ervan beschuldigd worden een soeanggi te zijn zullen dit altijd ontkennen. Een soeanggi verraadt zichzelf echter vaak door zijn of haar gedrag. Iemand die zich 's nachts bij de begraafplaats ophoudt is meestal verdacht. Iemand die overdag significant andere activiteiten ontplooit dan 's nachts eveneens. Geestelijk gehandicapten worden ook vaak het slachtoffer van verdenkingen.
Soeanggi's hebben rode ogen en het is hierom dat mensen in beschonken toestand, ook door hun afwijkende gedrag, verdacht zijn.
Een soeanggi kan iemand worden door het eten van bepaalde bladeren. Welke bladeren dat precies zijn weet alleen een soeanggi.

## Activiteiten
Soeanggi's gedragen zich overdag als "normale" mensen. Bij nacht gaan zij op pad naar slachtoffers. Vaak verplaatsen soeanggi's zich door de lucht. Een soeanggi zoekt een onschuldig slachtoffer en terwijl deze slaapt maakt hij een gat in diens rug en eet de ingewanden. Daarna maakt de soeanggi het gat zorgvuldig weer dicht. Iedere nacht komt de soeanggi terug om zich te voeden en het slachtoffer wordt daardoor ziek en komt uiteindelijk te overlijden. Maar ook mensen die niet slapen lopen gevaar.
Iemand die plotseling komt te overlijden zonder dat daar een direct aanwijsbare oorzaak voor lijkt te zijn zou weleens door een soeanggi om het leven kunnen zijn gebracht.

## Bekende remedies
De meeste mensen dragen hun onderbroek binnenstebuiten om soeanggi's te weren. Ook draagt men vaak een Spaanse peper in de broekzak. Het beste probeert men soeanggi's te mijden. Dit kan door 's nachts zo min mogelijk buiten de deur te gaan en liefst niet alleen. Ook een nachtelijke gang langs de begraafplaats is niet raadzaam.
Omgang met mensen die zich vreemd gedragen dient tevens te worden vermeden.